# Kleinarlbach
Kleinarlbach är ett vattendrag i Österrike.   Det ligger i förbundslandet Salzburg, i den centrala delen av landet, 250 km väster om huvudstaden Wien.
I omgivningarna runt Kleinarlbach växer i huvudsak blandskog. Runt Kleinarlbach är det ganska glesbefolkat, med 43 invånare per kvadratkilometer.